# 巴剌可汗
巴剌可汗（?—?），《辽史·世表》名习尔，是《新唐书》中提到的习尔之，是契丹遥辇氏的第八任可汗，其在位时间大约相当于唐懿宗。咸通年间，遣使者到长安朝贡。之后，契丹部落在100年的低谷后，又逐渐强大。习尔之死后，族人钦德嗣位。辽国建立后，巴剌可汗的子孙为遥辇九帐之一。蔡美彪认为习尔之是遥辇九帐中的鲜质可汗。
| 前任： 耶澜可汗 | 契丹可汗 | 繼任： 痕德可汗 |